# Novák István (gyógyszerész)
Novák István (Nagyenyed, 1906. szeptember 25. – Szeged, 1978. november 28.) magyar gyógyszerész, egyetemi tanár.

## Kutatási területe
A természetes eredetű gyógyszereket kutatta. A biológiailag aktív vegyületeket tartalmazó növények hatóanyagait izolálta és vizsgálta.

## Életpályája
Az erdélyi örmény nemesi Novák / Ávák család leszármazottja. 
Egyetemi tanulmányait a szegedi egyetemen végezte 1926–1930 közt, 1930-ban már gyógyszerész doktor. A szegedi egyetem gyógyszerészeti intézetében és gyógyszertárában dolgozott 1927-től 1930-ig, majd 1937-től 1944-ig. Közben 1931-től 1937-ig a Richter Gedeon Gyógyszer és Vegyészeti Gyárban működött. 1944-ben a Kolozsvárra visszaköltözött Kolozsvári Magyar Királyi Ferenc József Tudományegyetem gyógyszerészeti intézetében és gyógyszertárában dolgozott, a vesztes háború miatt azonban hamarosan visszatért Budapestre, itt 1944–1945-ben a budapesti egyetem gyógyszerészeti intézetében és gyógyszertárában működött, majd 1945-ben visszatért a szegedi egyetemre, a további időszakban Szegeden dolgozott és élt haláláig.
A kutatásban, az oktatásban, a tudomány- és oktatásszervezésben is élen járt. 1937-ben fővegyész. Magántanárrá habilitálták 1944-ben A nem hivatalos gyógyszerek, gyógyszerkészítmények szerkezete, előállítása és vizsgálata tárgykörből. Intézeti tanár, majd docens és egyetemi tanár 1953. szeptember 16-tól. A Gyógynövény- és Drogismereti Intézet mb. tanszékvezetője 1947/48-tól 1953-ig, 1953–1977-ig kinevezett tanszékvezető. Emellett 1953–56 közt dékánhelyettesi teendőket látott el, majd rektorhelyettes 1960–61-ben, 1961–1967-ig a Gyógyszerésztudományi Kar (GYTK) dékánja. 1977. június 30-án vonult nyugalomba. 1978-ban érte a halál, Szegeden a Belvárosi temetőben urnasírban nyugszik.

## Tudományos tisztségei
- MTA–Egészségügyi Minisztérium Gyógyszerészeti és Gyógyszerkönyvi Bizottság tagja (1967–)
- Farmakognóziai Albizottság elnöke
- MTA Flavonoidkémiai Munkabizottság és Alkaloidkémiai Munkabizottság tagja
- Acta Pharmaceutica Hungarica szerkesztőbizottsági tagja (1968–)

## Társasági tagság
- Magyar Gyógyszerészeti Társaság (MGYT) vezetőségi tagja
- MGYT Gyógynövény Szakosztályának elnöke
- MGYT Gyógyszerkutatási Szakosztályának vezetőségi tagja
- Am. Soc. of Pharmacognosy (1962–)
- Fédération Int. Pharmaceutique (1963–)
- Die Gesellschaft für Arzneipflanzenforschung

## Főbb tanulmányaiból
- A ruta és annak szerepe a népies gyógyászatban. (Társszerző: Búzás G.). In: Gyógyszerészet 1960.
- Untersuchungen an Erysimin aus in Szeged gezüchtetem Erysimum diffusum Ehrh. (Társszerző: Háznagy A.). In: Pharmazie 1962.
- Farmakognózia. (Társszerző: Halmai J.) Budapest, 1963. Medicina. 670 p., 36 színes és fekete-fehér tábla, 350 ábra, 449 képlet.
- Untersuchung dér Wirkstoffe dér Ruta graveolens L. I–IV. (társszerzőkkel). In: Planta Med. 1965-67.
- A Ruta graveolens kristályos hatóanyagai (társszerzőkkel). In: Acta Pharm. Hung. 1965.
- Néhány hatóanyag izolálása a Ruta graveolens L. herbájából. (Társszerzőkkel). In: Acta Pharm. Hung. 1967.
- A Rútae radix hatóanyagainak izolációjáról. I. (Társszerzőkkel). In: Acta Pharm. Hung. 1967.
- A Ruta graveolens L.-en végzett izolációs kísérletek újabb eredményei. (Társszerzőkkel). In: Herba Hung. 1969.
- Hazai Rutaceae-fajok vizsgálata: Ptelea trifoliata L. (Társszerzőkkel). In: Herba Hung. 1970.
- A Rutáé radix hatóanyagainak izolációjáról. III. Marmezin, marmezinin, rutakultin és rutamarinalkohol. (Társszerzőkkel). In: Herba Hung. 1972.
- Gyógynövény- és drogismeret (Farmakognózia). Elmélet. + Gyakorlat. (Társszerzőkkel) Szeged, 1980. 396 + 122 p.
- A szegedi gyógyszerészképzés és a Gyógyszerésztudományi Kar. Pharmaceutical Education and the Faculty of Pharmacy of Szeged. (Studia Medica Szegedinensia, 10.) Szeged, 1976. 135 p.

## Díjak, elismerések
- Kiváló gyógyszerész (1962)
- Munka Érdemrend arany fokozat (1966, 1977)
- Magyar–Szovjet Kormányközi Gazdasági és Műszaki Tudományos Együttműködési Bizottság díszoklevele és Jubileumi emlékérme (1974)[5]

## Emlékezete
- Az Egymásért vagyunk című, 2020-ban megjelent tudománytörténeti összeállításban munkásságára történő visszatekintés jelent meg.[6]